# Force aérienne et de défense aérienne de la république de Biélorussie
La Force aérienne et de défense aérienne de la république de Biélorussie (Biélorusse : Ваенна-паветраныя сілы і войскі супрацьпаветранай абароны ; Russe : Военно-воздушные силы и войска противовоздушной обороны), des forces armées biélorusses, fut créée en 1992 à partir de la 26e Armée de l'Air de l'ex-force aérienne soviétiques, lors de la dislocation de l'URSS, qui avait été affectée dans la RSS de Biélorussie.

## Histoire

### De la26eArmée de l'Air...
Le 5 mai 1942 sur les bases des forces aériennes du front occidental, la première Armée de l'Air est créé et renommée 26e Armée de l'Air le 10 janvier 1949 dans le district militaire de Biélorussie. En 1980, la 26e Armée de l'Air est rebaptisé Forces aériennes du district militaire de Biélorussie. Le 1er mai 1988, conformément au décret no 0018 du ministère de la Défense de l'URSS, les forces aériennes du district sont de nouveau rebaptisées "26e Armée de l'Air". Le 15 juin 1992, par décret no 05 du ministère de la Défense de la république du Bélarus, le siège de la 26e Armée de l'Air est devenu le commandement de la Force aérienne de la république du Bélarus.

### ... à la Force aérienne biélorusse

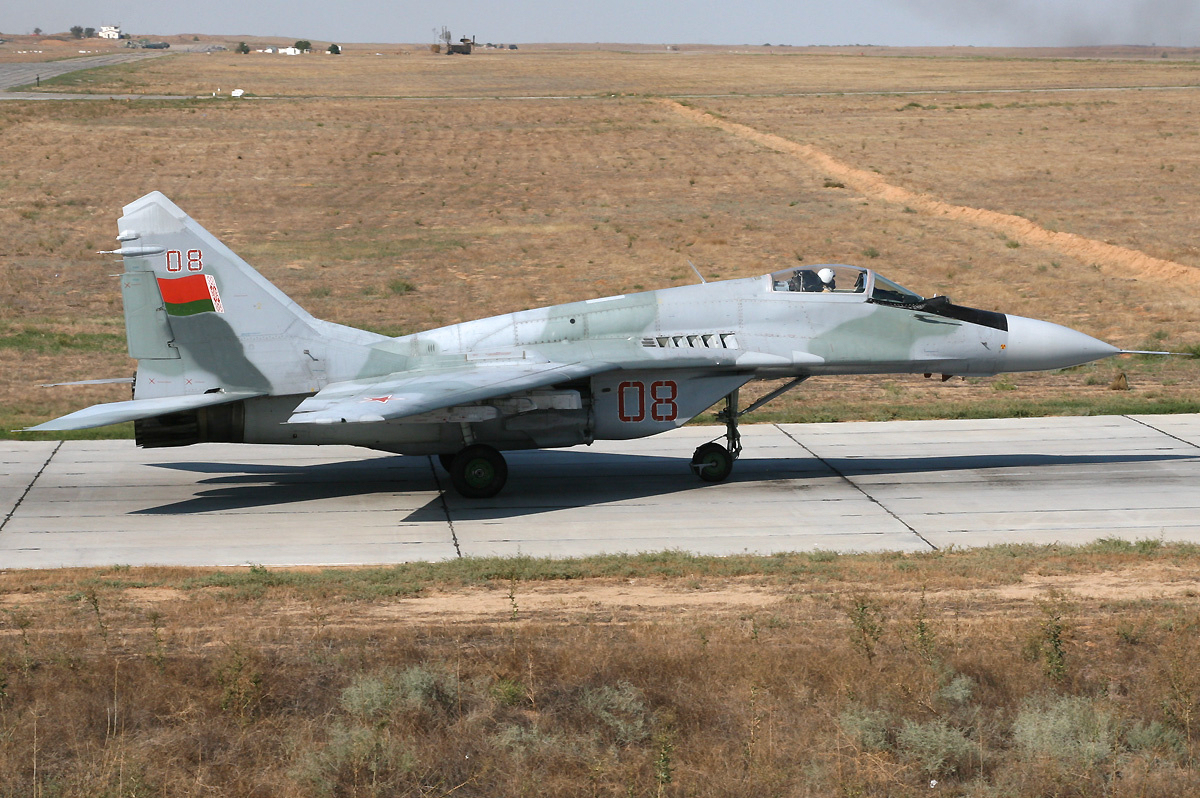
Un MiG-29 biélorusse en 2011.

Lors de l'éclatement de l'URSS, en 1991, la force aérienne de la nouvelle république indépendante de Biélorussie hérita de nombreux aéronefs abandonnés sur place par les Russes mais aussi de l'étoile rouge qui fut utilisée conjointement par l'armée de l'air biélorusse et la VVS russe jusqu'en 2009 (année où la Russie changea sa cocarde en ajoutant un contour bleu à l'étoile rouge). La nouvelle armée de l'air biélorusse, créée le 15 juin 1992 à partir de la 26e Armée de l'Air de l'ex-force aérienne soviétiques par le décret no 05 du ministère de la Défense de la république de Biélorussie, utilisa le siège de l'ancienne 26e Armée de l'Air pour son état-major.

## Aujourd'hui

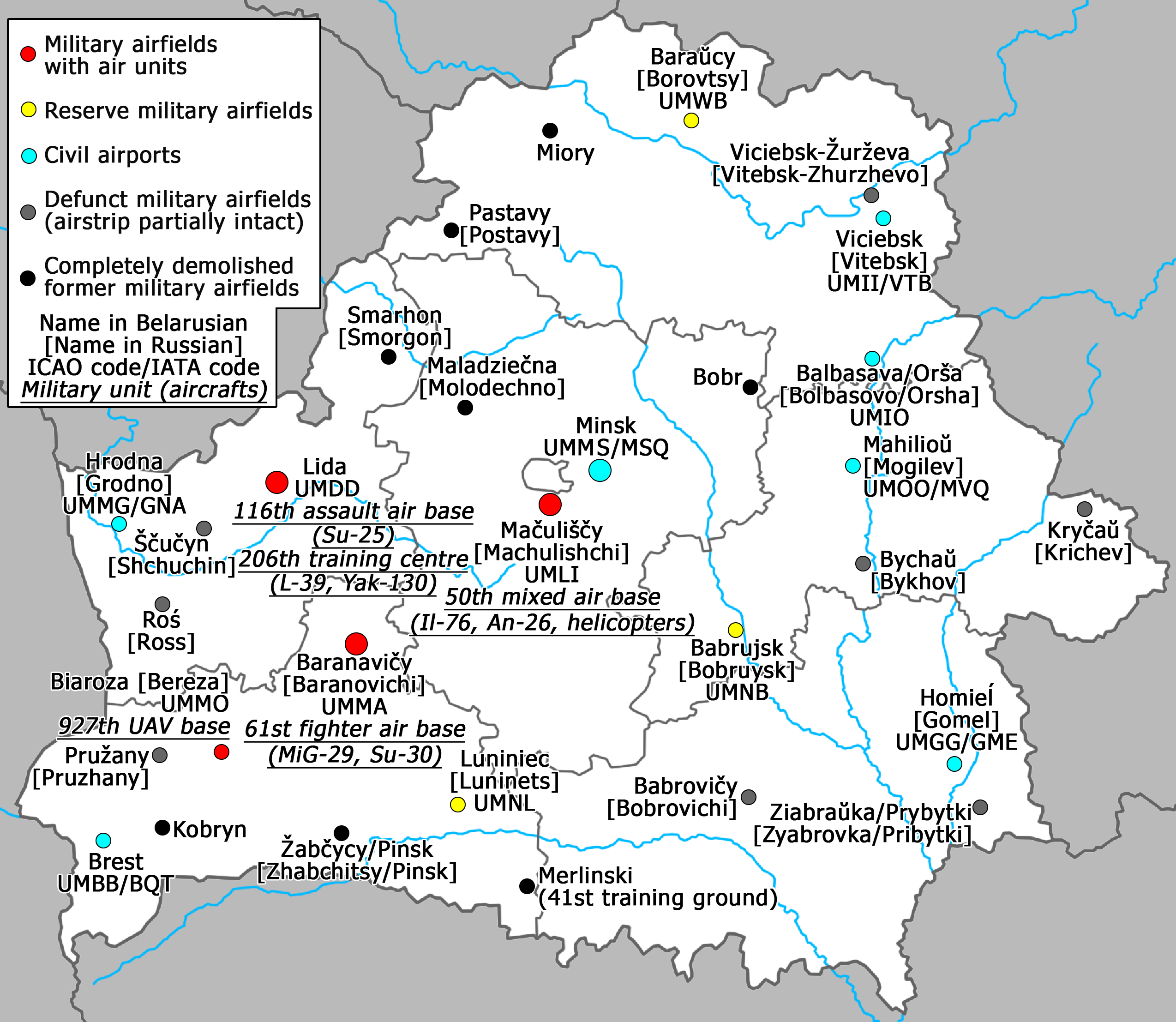
Carte des aéroports civils et militaires biélorusses en 2021.

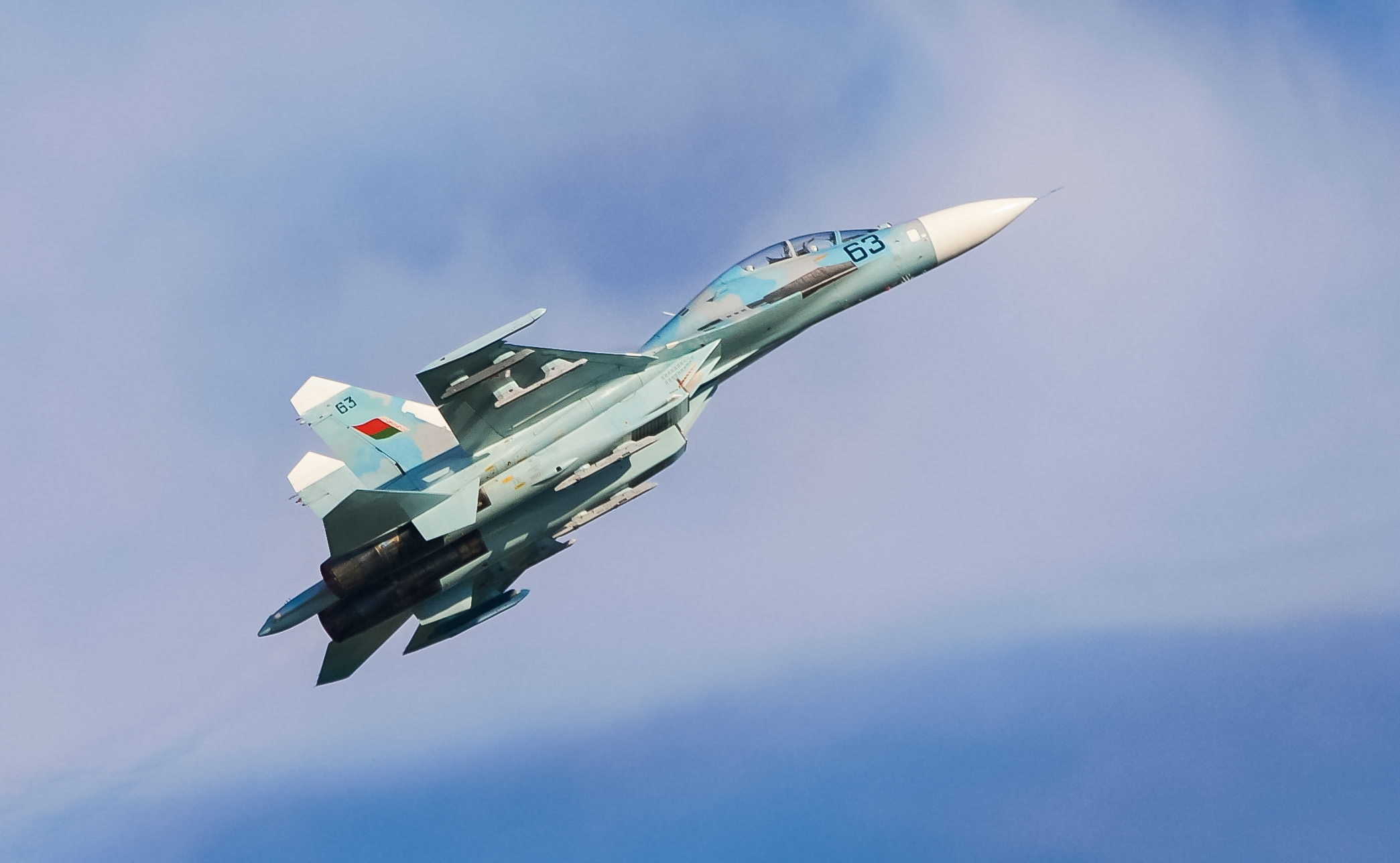
Su-27UBM biélorusse au cours d'un vol d'entraînement avant le Show aérien de Radom en 2009. L'avion s'est écrasé pendant la deuxième journée du festival, tuant les deux pilotes.

Conformément à un décret du président de la Biélorussie en 2001, l'Armée de l'Air et les troupes de défense aérienne ont été créées comme l'une des branches des forces armées de Biélorussie. La force aérienne et les forces de défense aérienne sont destinées à protéger les centres de population comme les villes ou les régions, ainsi que l'administration, l'industrie, et les intérêts économiques de la république. Elles sont également destinées à défendre les troupes en cas d'attaques aériennes ennemies, mais aussi contre les attaques des troupes ennemies, ainsi que l'appui-feu et la garantie des opérations de combat des forces terrestres. En temps de paix, la force aérienne et les forces de défense aérienne sont chargées de protéger en permanence les frontières de l'État et l'espace aérien de la Biélorussie.
Le 12 septembre 1995, un de ses hélicoptères abat à la mitrailleuse une montgolfière participant à la Coupe aéronautique Gordon Bennett et n'ayant pas pris contact avec les autorités biélorusses ; les deux pilotes américains sont tués.
La Force aérienne et de défense aérienne des forces armées de la république de Biélorussie est organisée en six grands régiments, dont deux d'interception, trois d'attaque au sol, et un régiment de reconnaissance. Elle se compose[Quand ?] de plus de 22 000 personnes et est disposée sur 3 bases aériennes : Minsk-Matchoulichtchi, Lida, Baranovitchi et la base aérienne de Pribytki.
Fin 2001, elle comptait 266 avions de combat, Au début de 2017, les chiffres étaient beaucoup plus modestes : 37 MiG-29B/BM /UB, 24 Su-25/Su-25UB (plus 20 en réserve), 8 Yak-130 soit 89 unités.
Aujourd'hui, la Force aérienne biélorusse maintient des liens étroits avec l'Armée de l'air russe.
| Minsk-2 Orcha Brest Homiel · Gomel Hrodna · Grodno Mahiliow · Moguilev Zyabrovka Lida Baranavitchy Borovitsy Matchoulichtchi Chtchoutchyn |

## Aéronefs
[Quand ?]
| Aéronefs                  | Origine          | Type                                     | En service      | Versions                  | Notes |
| Avion de chasse           | Avion de chasse  | Avion de chasse                          | Avion de chasse | Avion de chasse           | Avion de chasse |
| ------------------------- | ---------------- | ---------------------------------------- | --------------- | ------------------------- | --- |
| Mikoyan-Gourevitch MiG-29 | Union soviétique | Avion multirôle                          | 37              | MiG-29 modèle 9/13, BM/UB | Un perdu durant un exercice en raison d'une collision entre deux aéronefs. 12 MiG-29BM modernisé en UB pour tirer des armes de précision. |
| Soukhoï Su-30             | Russie           | Avion multirôle                          | 12              | Su-30SM                   | Contrat en juin 2017 pour 12 appareils livrables de 2018 à 2020 pour un montant équivalent à 600 millions de dollars américains.          |
| Attaque au sol            |                  |                                          |                 |                           | |
| Soukhoï Su-25             | Union soviétique | Attaque au sol                           | 24              | Su-25 Su-25UB             | 20 en réserve |
| Avion-école               |                  |                                          |                 |                           | |
| Aero L-39 Albatros        | Tchéquie         | Avion d'entraînement                     | 10              | L-39C                     | |
| Yak-130                   | Russie           | Avion d'entraînement                     | 11              | Yak-130                   | 4 livrés en 2015, 4 en 2016. En 2017, d'autres commandes étaient prévues.                                                                 |
| Avion de transport        |                  |                                          |                 |                           | |
| Iliouchine Il-76          | Union soviétique | Avion de transport                       | 4               | Il-76MD                   | |
| Antonov An-12             | Union soviétique | Avion de transport                       | 6               | An-12BP                   | |
| Antonov An-24             | Union soviétique | Avion de transport                       | 1               | An-24                     | |
| Antonov An-26             | Union soviétique | Avion de transport                       | 6               | An-26RT                   | |
| Hélicoptère               |                  |                                          |                 |                           | |
| Mil Mi-6                  | Union soviétique | Hélicoptère de transport lourd           | 15              | Mi-6                      | |
| Mil Mi-8                  | Union soviétique | Hélicoptère polyvalent                   | 129             | Mi-8MT                    | Au moins 2 Mi-8MT ont été portés au standard MTKO. 12 Mi-8MTV-5 commandés en juin 2015. Livraison en 2016/2017.                           |
| Mil Mi-24                 | Union soviétique | Hélicoptère de combat et transport léger | 26              | Mi-24V Mi-24P             | |
| Mil Mi-26                 | Union soviétique | Hélicoptère polyvalent                   | 14              | Mi-26                     | |